# إيفا غونزاليس

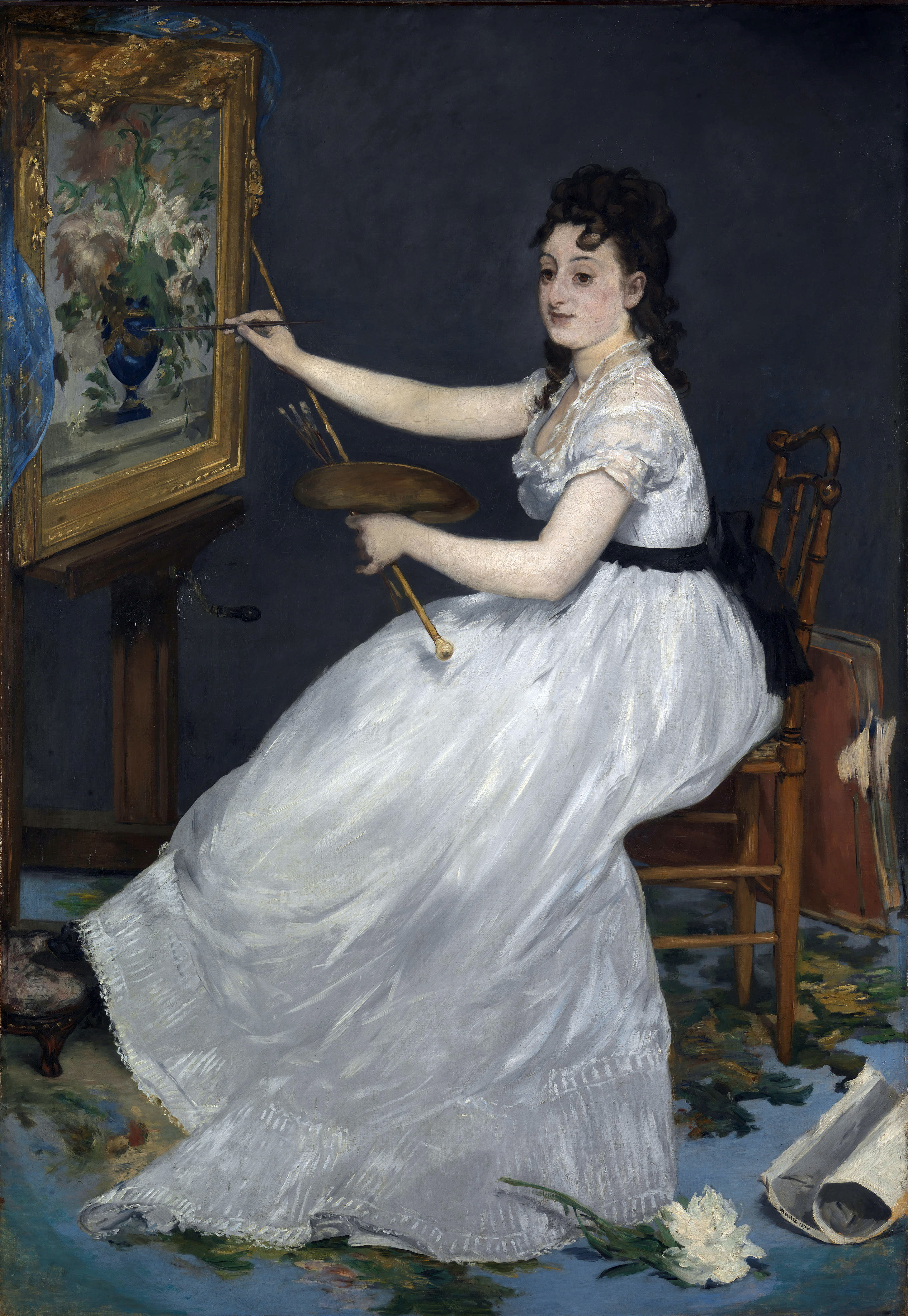
اللوحة التي رسمها إدوار مانيه والتي تجسد صورة إيفا غونزاليس.

إيفا غونزاليس (بالفرنسية: Eva Gonzalès)‏ (19 أبريل 1849 - 6 مايو 1883) كانت رسامة انطباعية فرنسية.

## عن حياتها
ولدت إيفا غونزاليس في باريس في عائلة الكاتب ايمانويل غونزاليس. في عام 1865، بدأت حياتها في التدريب المهني فلقد أخذت دروسا في الرسم من الرسام تشارلز شابلن جوشوا.

## البداية المهنية
في فبراير 1869 أصبحت إيفا غونزاليس تلميذة للفنان إدوار مانيه. ولقد بدأ مانيه في رسم صوره لها ولقد إنتهى من الصورة في 12 مارس 1870 وعرضت في صالون باريس في ذلك العام.

## وفاتها
توفيت إيفاء أثناء ولادتها لطفلها في 6 مايو 1883 عن عمر بناهز 34 سنة،  وكانت وفاتها بالضبط بعد ستة أيام من وفاة معلمها إدوار مانيه.

## معرض الصور

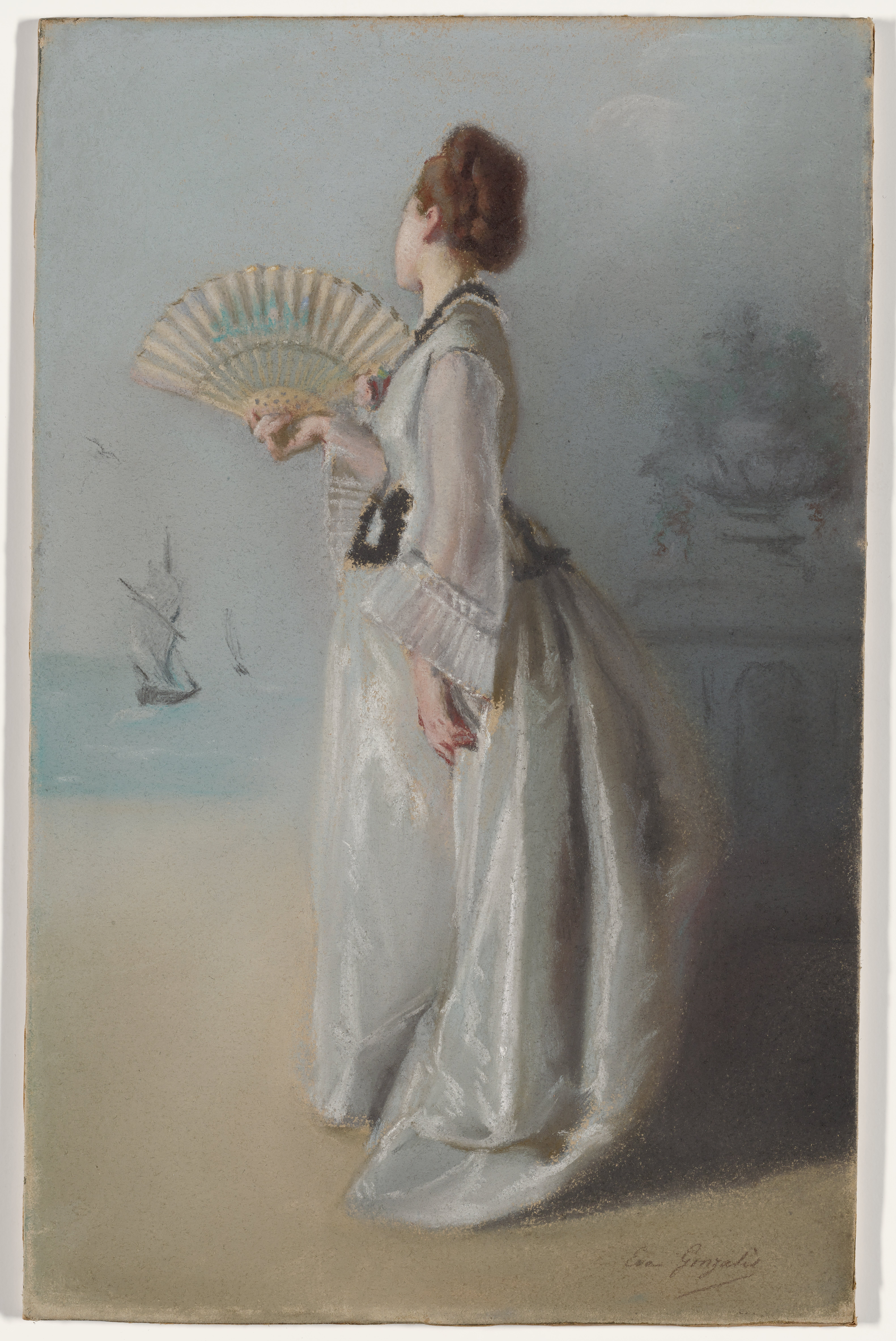
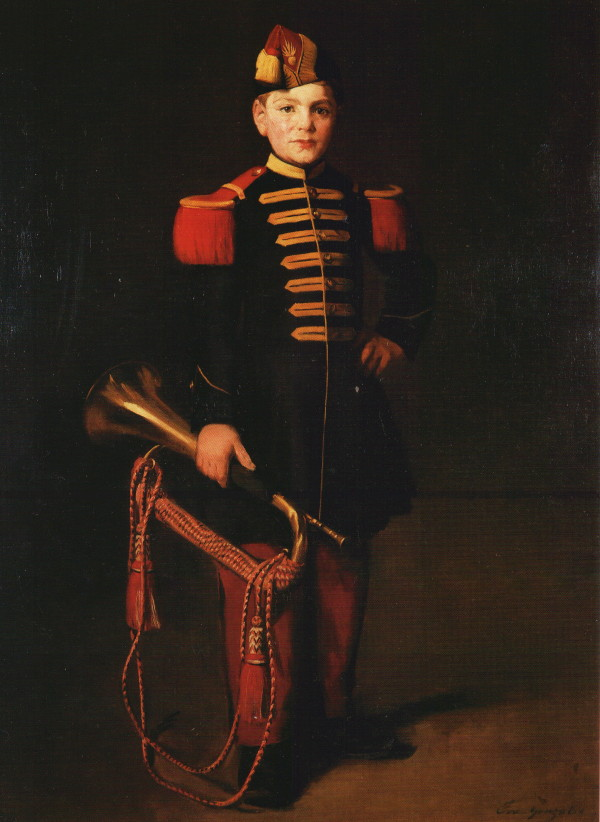
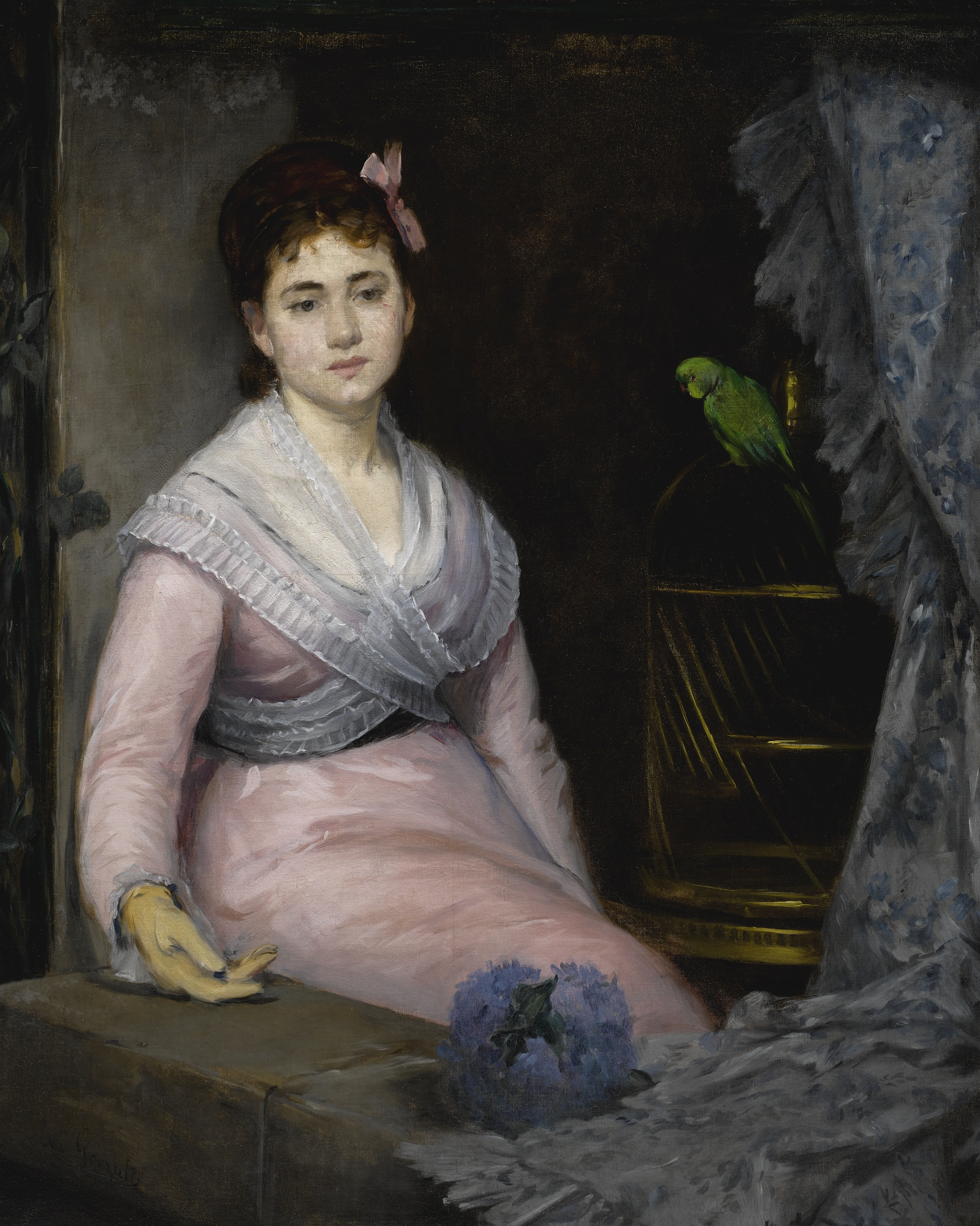
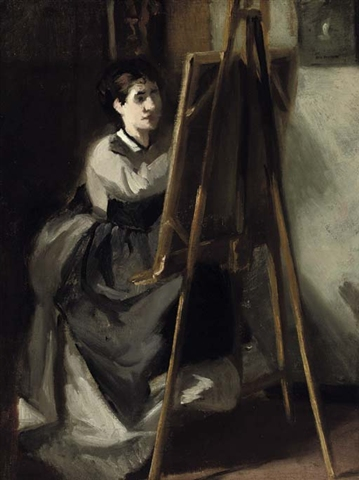
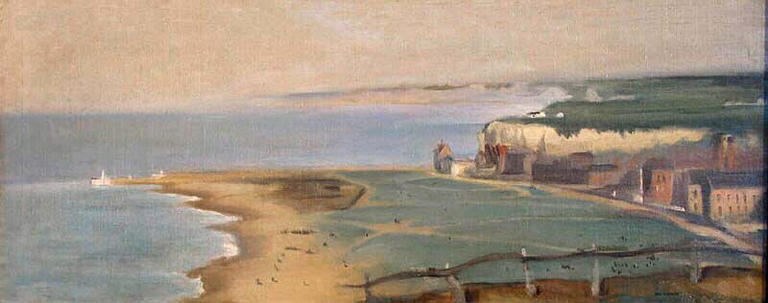
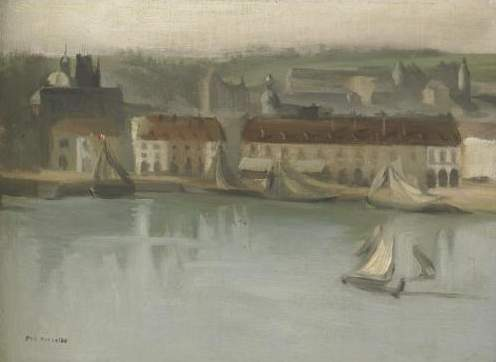
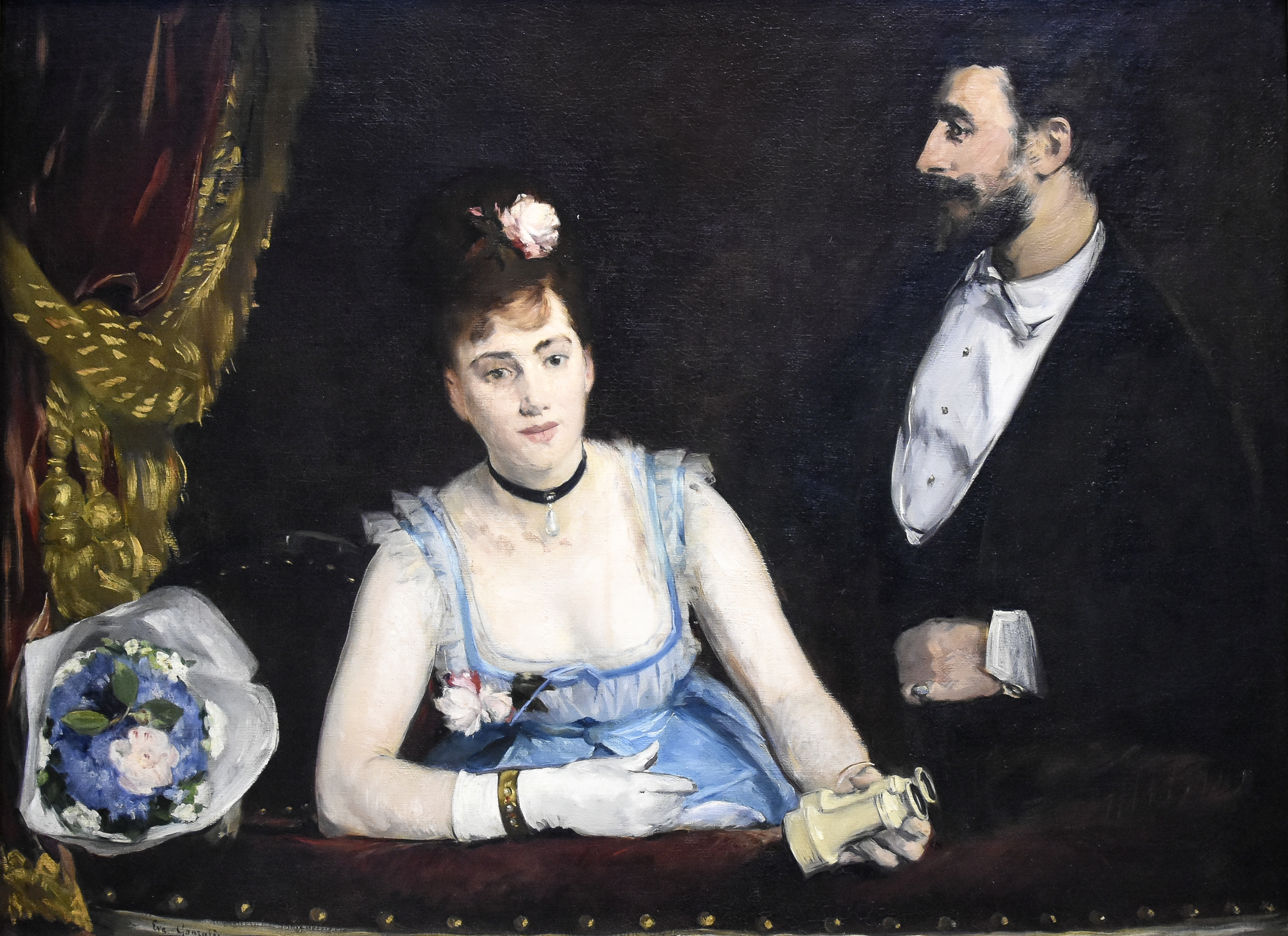
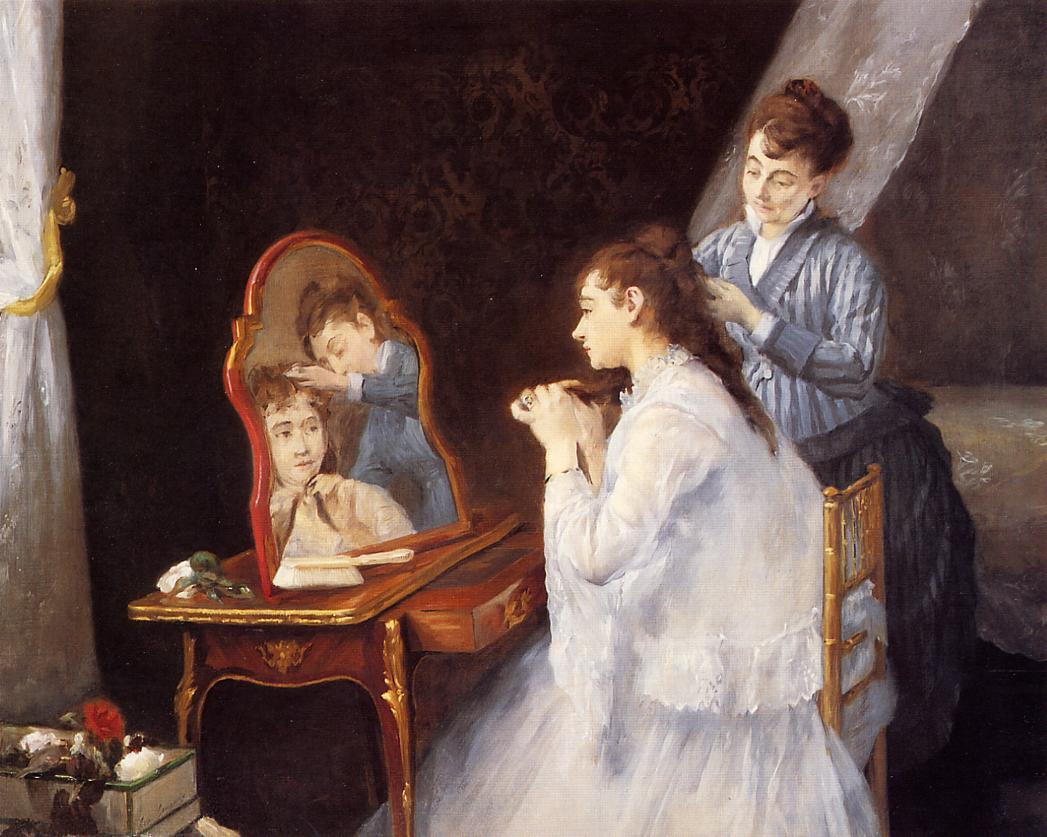
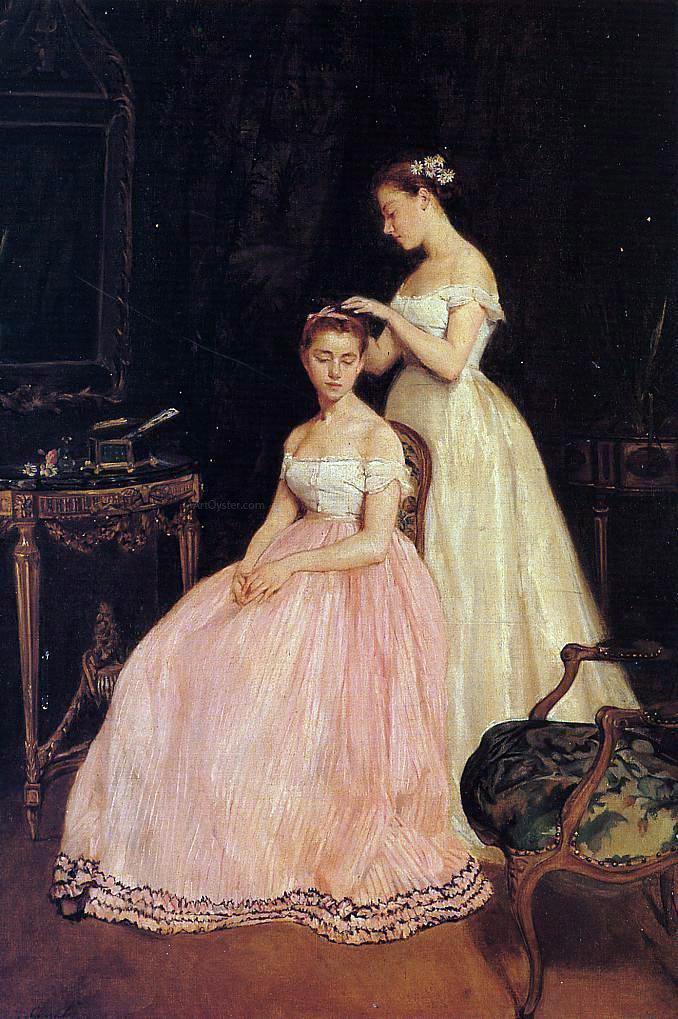
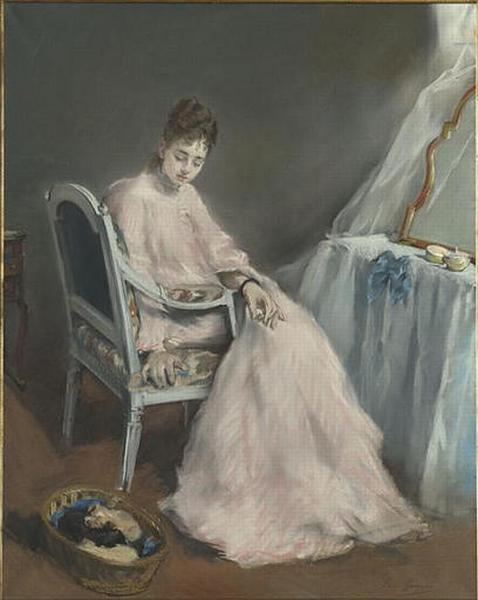
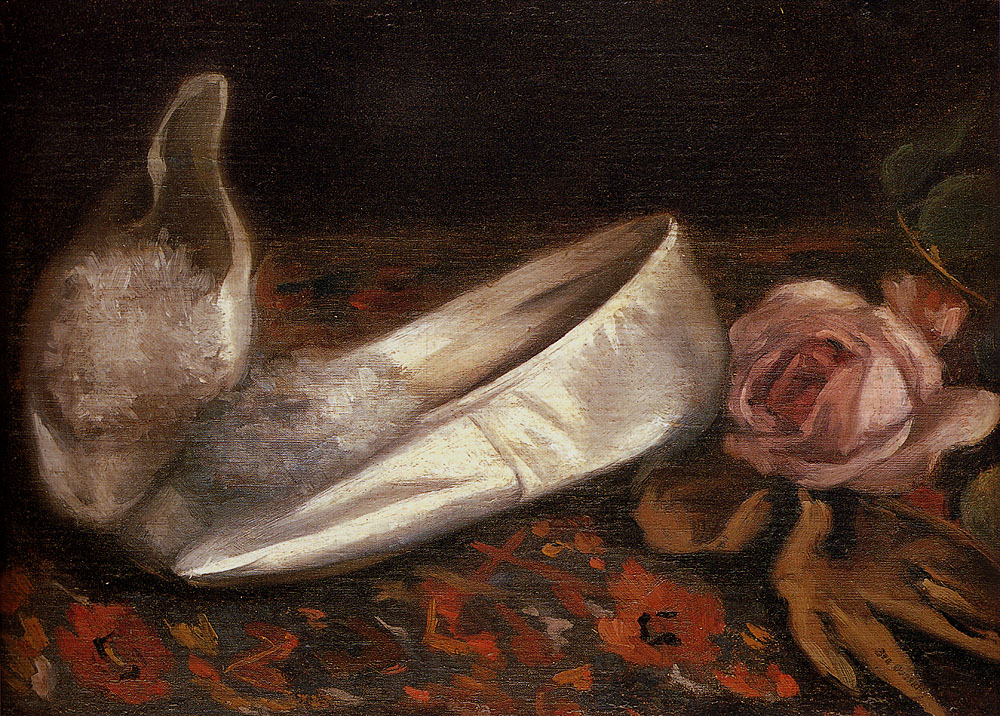
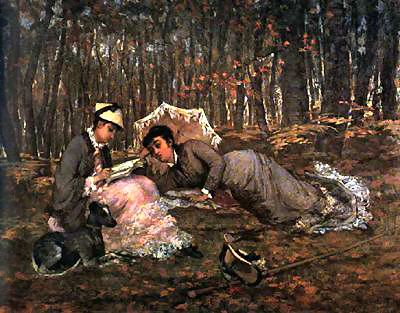
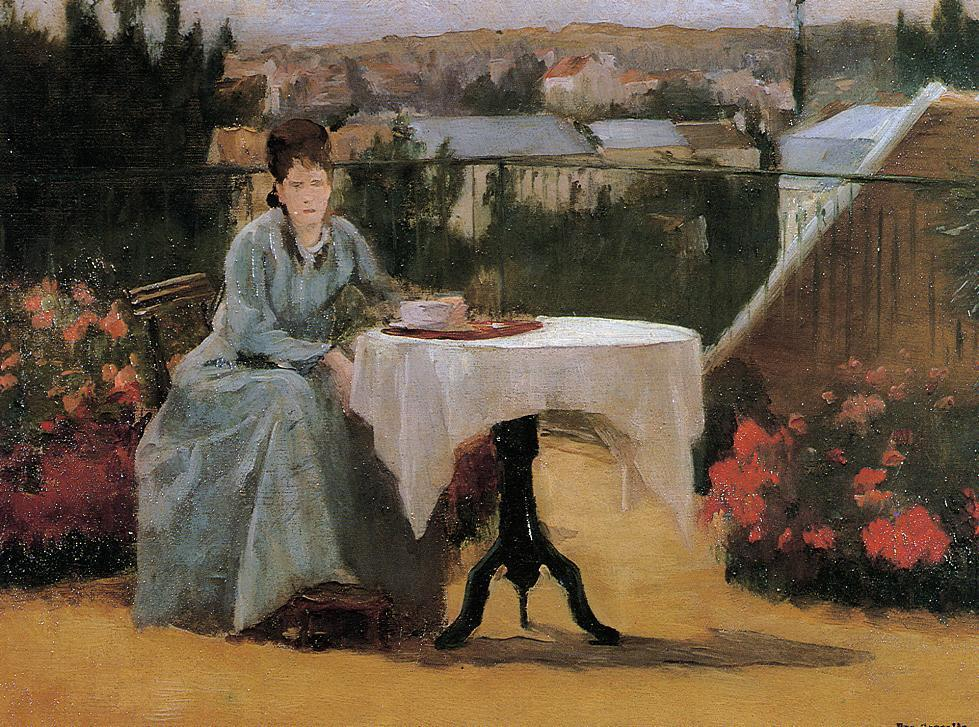
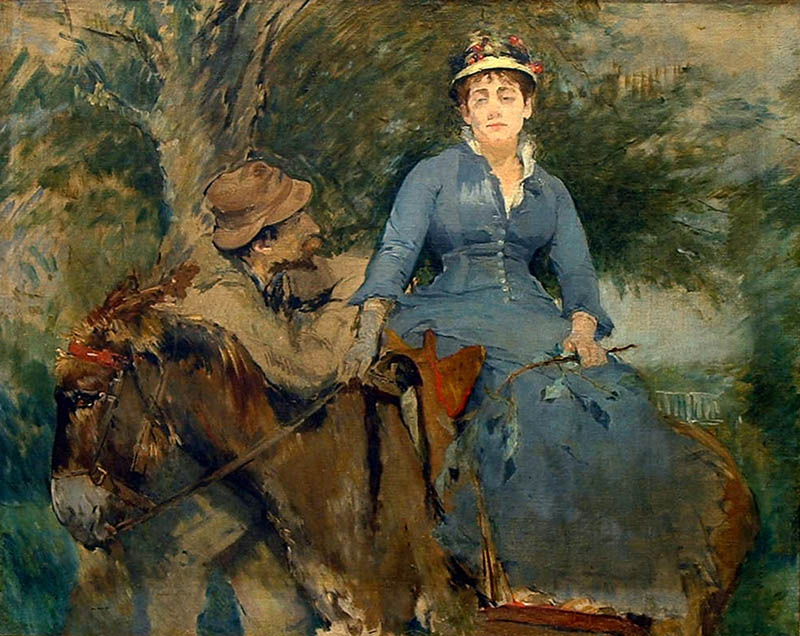
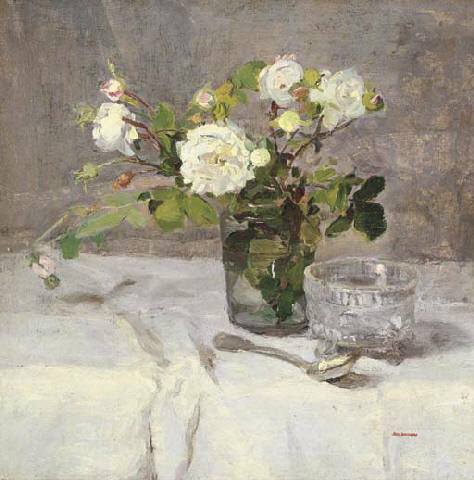
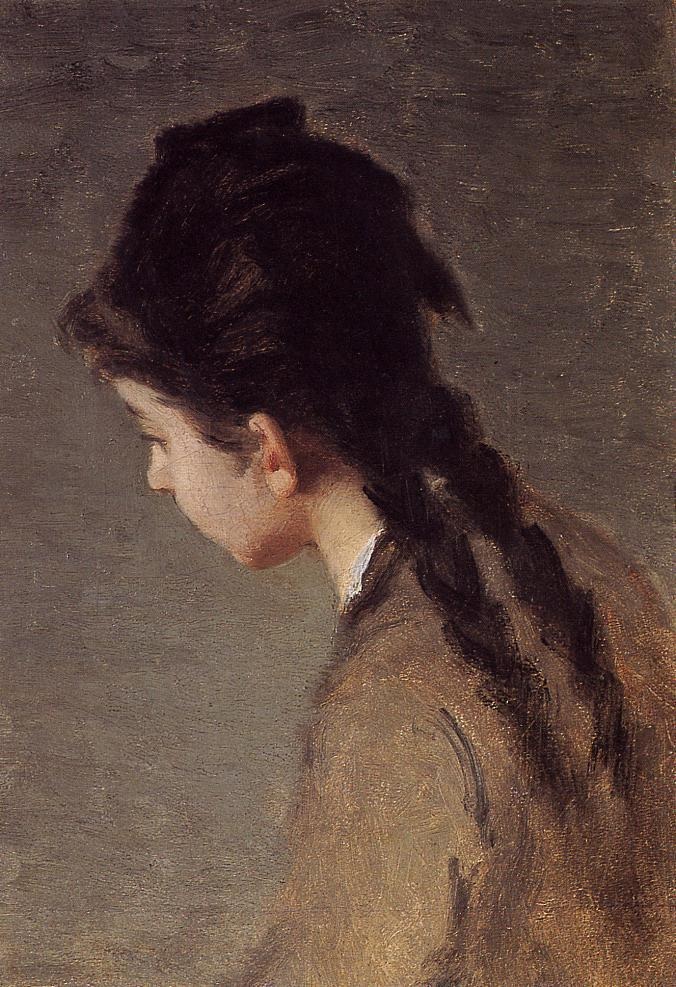
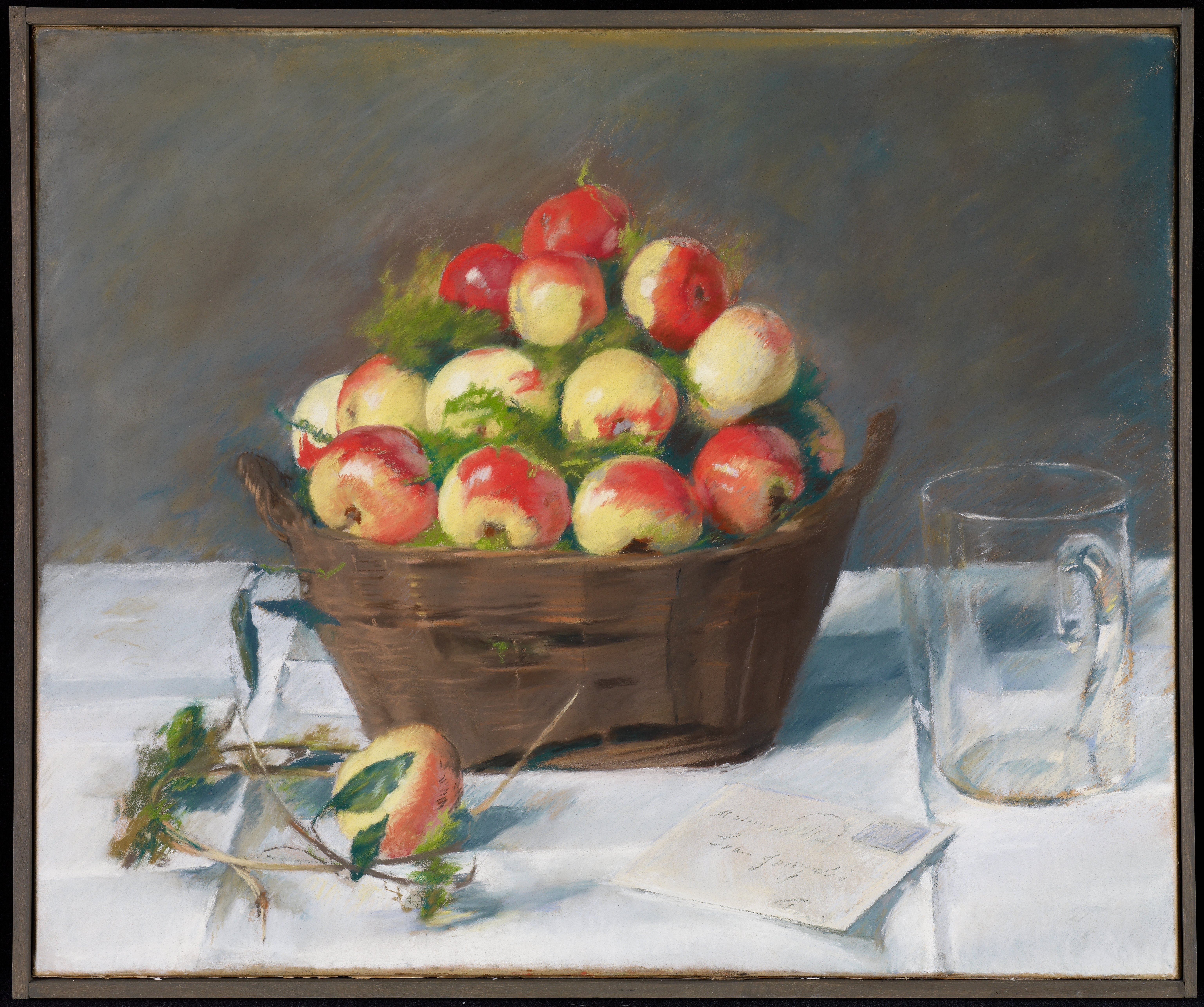

## روابط خارجية
- إيفا غونزاليس على موقع الموسوعة البريطانية (الإنجليزية)